# عوتسم

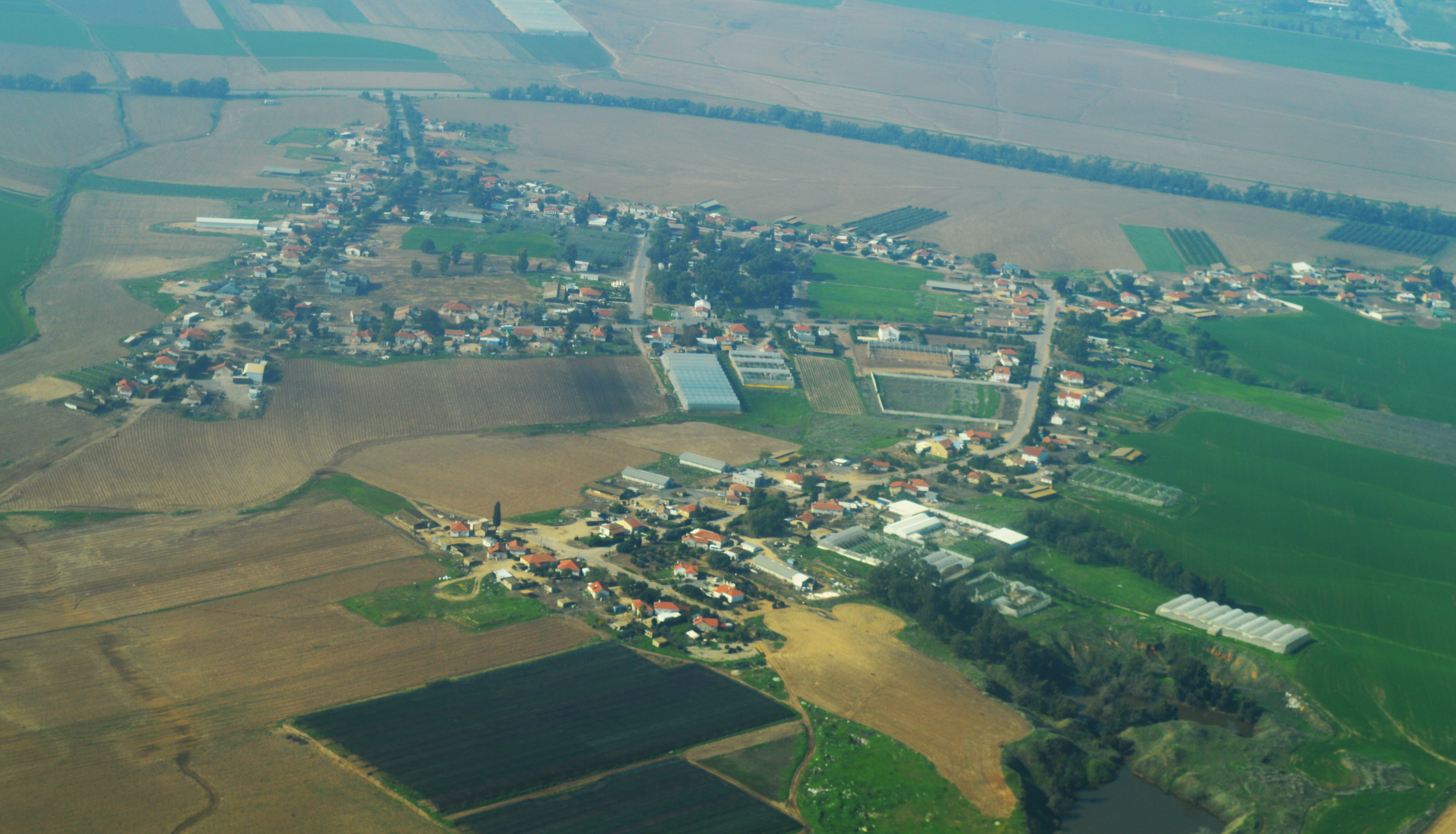
نظرة جوية على عوتسم

عوتسم هي مستوطنة صهيونية مقامة على أراضي قرية عراق سويدان الفلسطينية المدمرة. أنشئت المستوطنة في عام 1955 على يد مهاجرين يهود مغاربة.